# チャールズ・ガン (陸上選手)
チャールズ・ガン（Charles Edward James Gunn、1885年8月14日 - 1983年12月30日）は、 イギリスの陸上競技選手である。彼は1920年に開催されたアントワープオリンピックに参加して、10キロメートル競歩で銅メダルを獲得した。

## 経歴
ガンは主に10キロメートル競歩を得意とした選手だったが、アントワープオリンピックでは3キロメートル競歩と10キロメートル競歩の両方に出場した。3キロメートル競歩では予選を勝ち抜いて決勝まで進んだものの、13分34秒0の記録で10位という結果に終わっている。
10キロメートル競歩では、予選1組で5位の成績となって決勝に進み、イタリア代表のウーゴ・フリジェリオ、アメリカ合衆国代表のジョセフ・ピアマンに続いて3位に入って銅メダルを獲得した。